# Museo Carlo Bilotti
Il Museo Carlo Bilotti è un museo di arte contemporanea della città di Roma. Ha sede nell'"Aranciera" di Villa Borghese ed ospita dipinti, sculture e acquerelli della collezione donata dall'imprenditore e collezionista italoamericano Carlo Bilotti, che comprende opere di Giorgio De Chirico, dipinti di Gino Severini, Andy Warhol e Larry Rivers e una scultura di Giacomo Manzù.
Alcune sale sono destinate ad esposizioni temporanee.
Il museo fa parte del sistema dei "Musei in Comune" e del progetto "Parco dei musei" di Villa Borghese.

## Sede
Un edificio era già presente nell'area prima degli interventi seicenteschi del cardinale Scipione Borghese. Manilli, nel 1650, descrive l'Aranciera come un edificio a due piani con torretta, logge coperte, un cortile quadrato dipinto a figure e paesi a graffito e colorati ed al centro del cortile una fontana a forma di navicella. In seguito, oltre alla modifica del cardinale Borghese, le modifiche all'edificio sono state molte. Tali modifiche hanno stravolto il palazzo rendendo quasi impossibile riconoscerne l'aspetto originario. Alla fine del Settecento venne ampliato e decorato per volere di Marcantonio IV Borghese, in concomitanza con la sistemazione del contiguo "Giardino del Lago". L'edificio venne utilizzato per feste ed eventi mondani ed era noto come "Casino dei giuochi d'acqua", per la presenza di fontane e ninfei in stile barocco.
Dal 1776 vari artisti, tra i quali Cristoforo Unterperger e Giuseppe Cades affrescarono le pareti interne, indi vennero aggiunti vari quadri. In seguito venne costruito un pergolato con degli agrumi.
Nel 1849 fu distrutto durante la difesa della Repubblica romana difatti una litografia successiva alla distruzione dell'edificio mostra che delle sale affrescate ne rimangono solamente dei miseri resti e fu in seguito ricostruito in forme modificate e senza decorazioni, per ospitare le piante di agrumi durante l'inverno, funzione dalla quale deriva l'attuale nome. Nel 1903, al momento dell'entrata in possesso di Villa Borghese da parte del comune di Roma, era adibito a uffici e abitazioni e fino al 1982 fu sede di un istituto religioso e quindi di uffici comunali. L'edificio è stato quindi restaurato e l'esterno fu dipinto di rosso per crearvi il museo dedicato a Carlo Bilotti.

## Collezioni
Il nucleo più consistente è costituito da 18 opere di Giorgio De Chirico, una delle quali è la scultura Ettore e Andromaca, collocata all'esterno. 
Tra i dipinti sono presenti opere con temi tipici del maestro nel periodo successivo agli anni della prima pittura metafisica (quelli degli "'archeologi", dei "cavalli in riva al mare", dei "mobili nella valle" o "nella stanza", dei "cavalieri" o "guerrieri antichi").

### Opere di Giorgio De Chirico
- Archeologi misteriosi (Manichini; Il giorno e la notte, 1926)
- Mobili nella stanza (1927)
- Gli archeologi (1927 ca.)
- Cavalli in riva al mare (1927-1928)
- Cavaliere con due personaggi antichi in riva al mare (1929 ca.)
- Donna bionda di spalle (1930 ca.)
- L'archeologo solitario (1937 ca.)
- Oreste e Pilade, scultura in terracotta (1940) tiratura VI/VI del 1965)
- Cavallo (acquerello, 1950 ca.)
- Autoritratto con testa di Minerva (anni cinquanta)
- Regate storiche a Venezia (anni '50)
- Guerriero reggente un cavallo alla briglia (1953 ca.)
- Cavaliere antico (acquerello, 1960 ca.)
- Interno metafisico con biscotti (fine degli anni sessanta, replica dello stesso autore).
- Mistero e malinconia di una strada, fanciulla con cerchio (acquerello, anni settanta, replica dello stesso autore)
- L'archeologo, scultura (1972, tiratura IV/VII del 1988)
- Orfeo solitario (1973)

Opere di De Chirico conservate nel Museo Carlo Bilotti di Roma
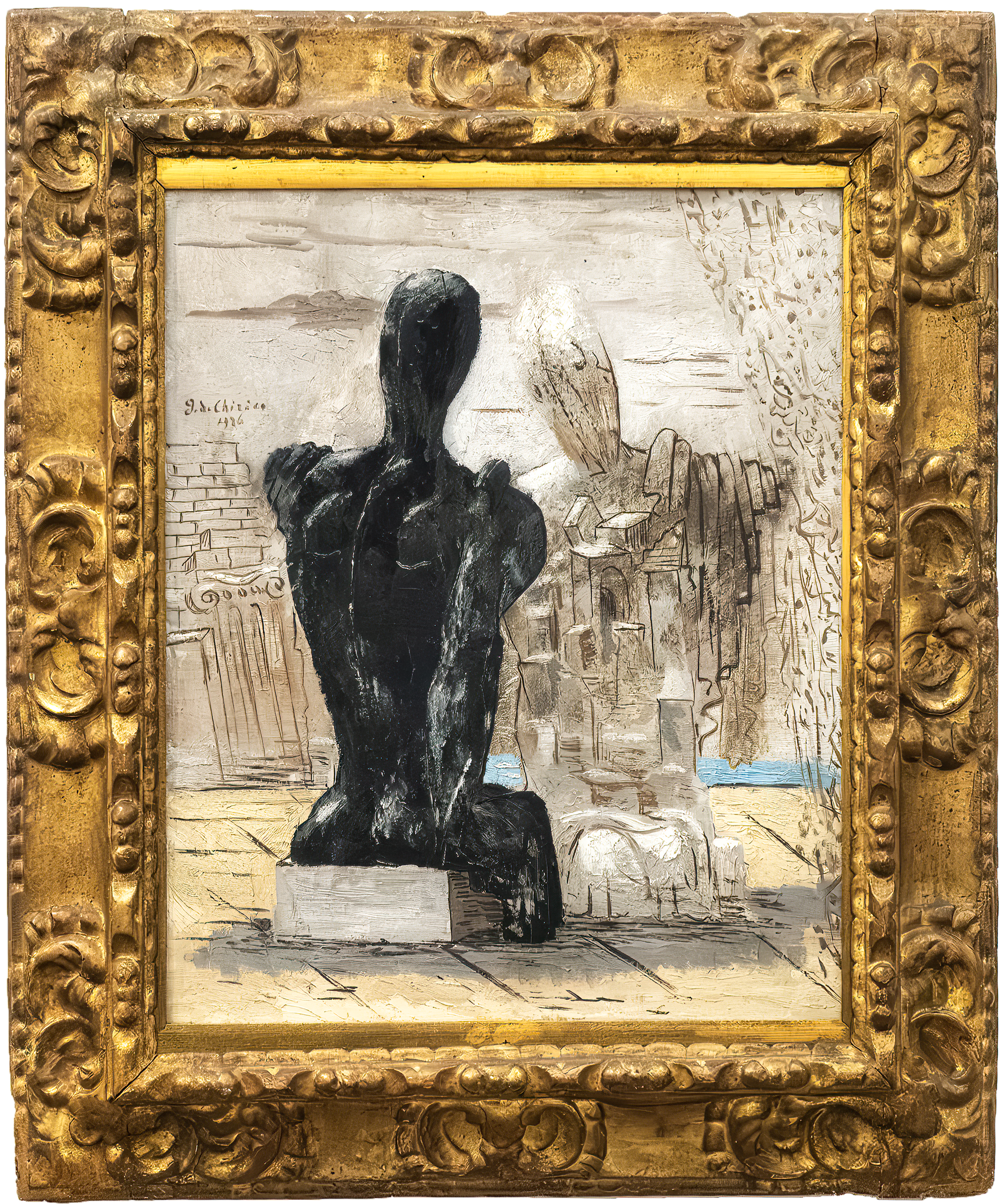
Archeologi Misteriosi - Giorgio de Chirico
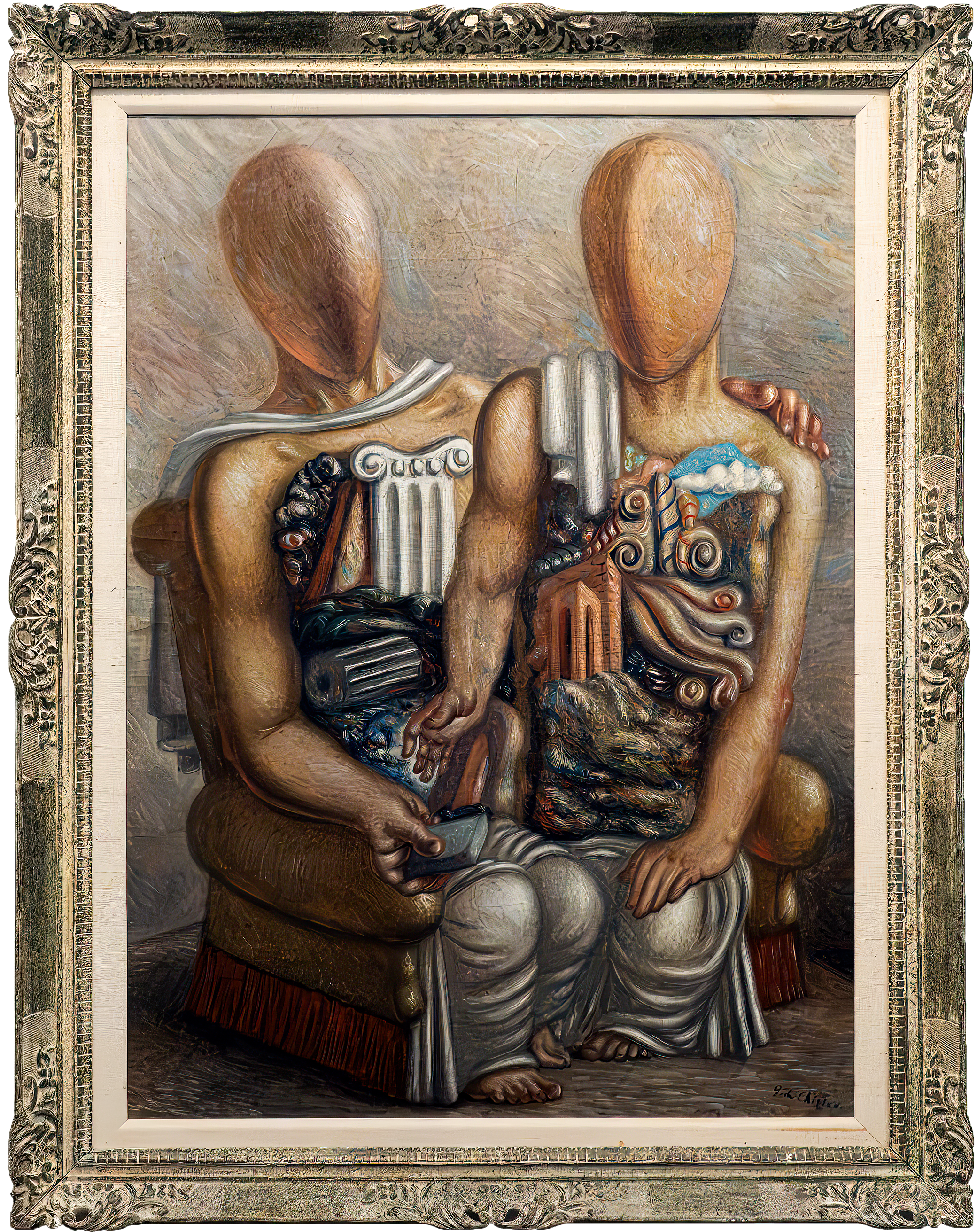
Gli Archeologi - Giorgio de Chirico
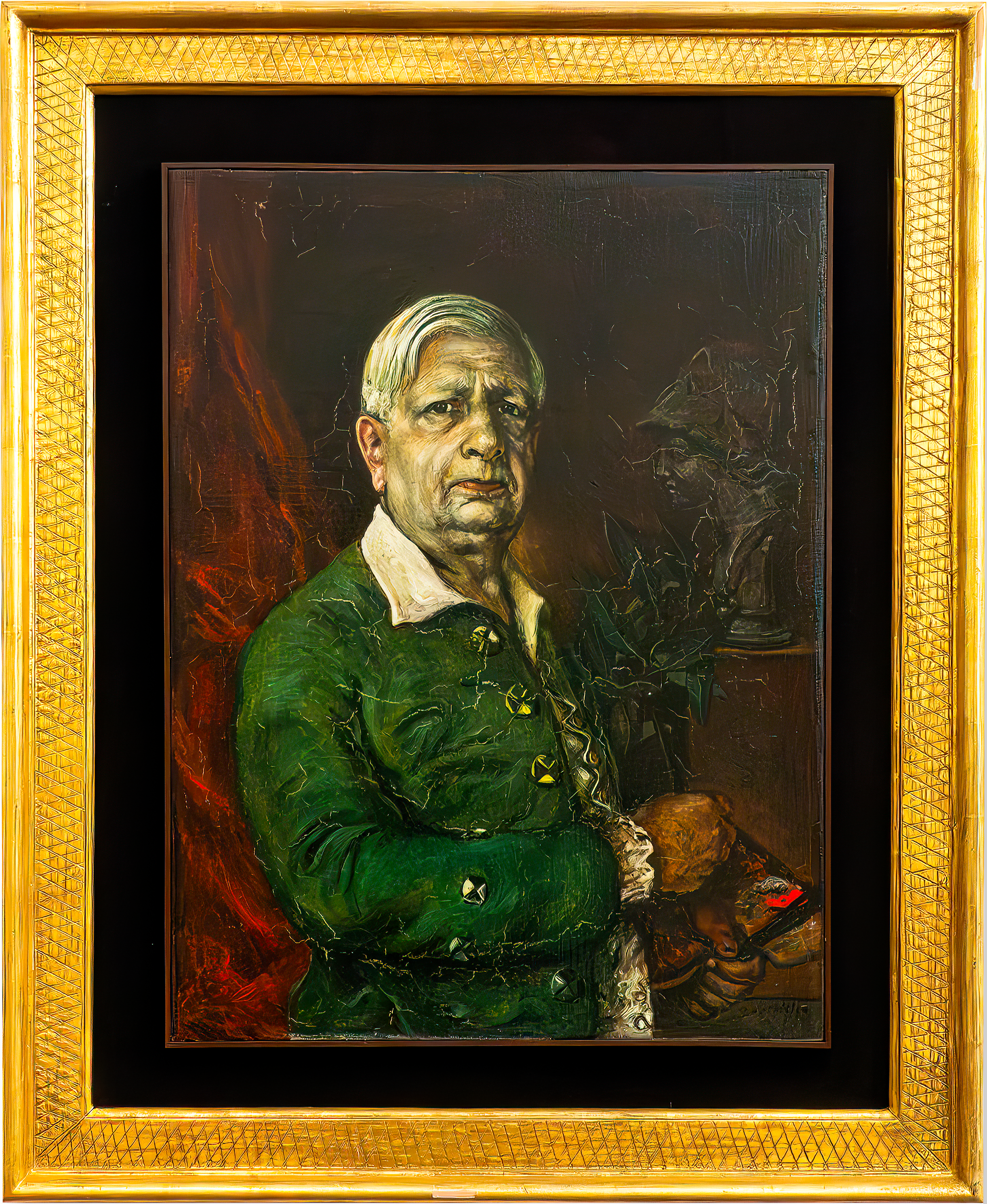
Giorgio de Chirico, autoritratto con testa di Minerva
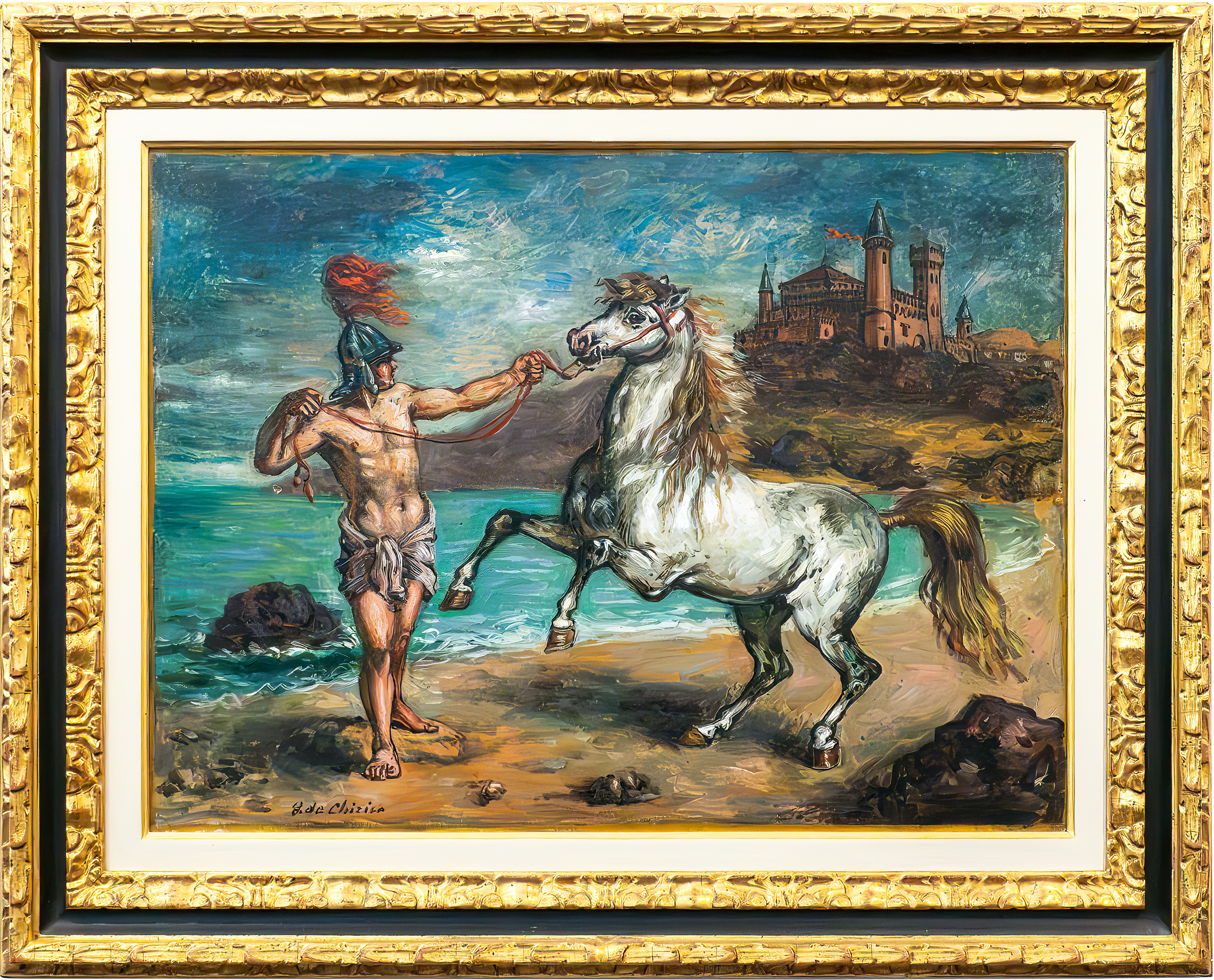
Guerriero reggente un cavallo alla briglia - Giorgio de Chirico
Ettore e Andromaca - Giorgio de Chirico

All'esterno del museo è inoltre esposta la scultura Ettore e Andromaca (tiratura di due esemplari del 2006 da un originale del 1966).

### Opere di altri artisti

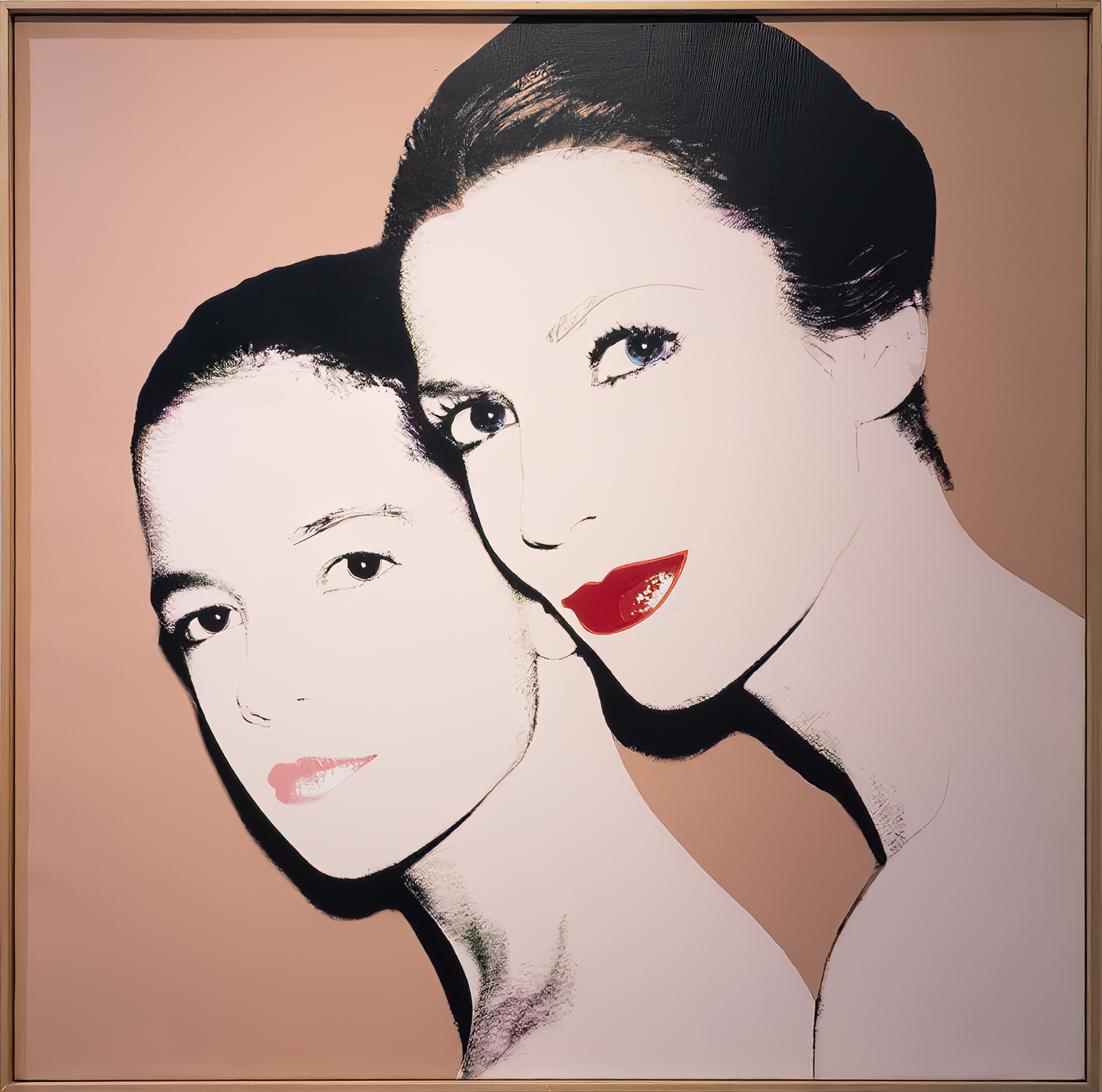
Andy Warhol, Madre e Figlia: Tina e Lisa Bilotti

- Gino Severini, L'estate, 1951: il dipinto fa parte di una serie dedicata al tema delle attività umane durante le stagioni, più tardi rielaborate per le raffigurazioni del Palazzo dei Congressi dell'EUR di Roma.
- Andy Warhol, Madre e figlia: Tina e Lisa Bilotti, 1981.

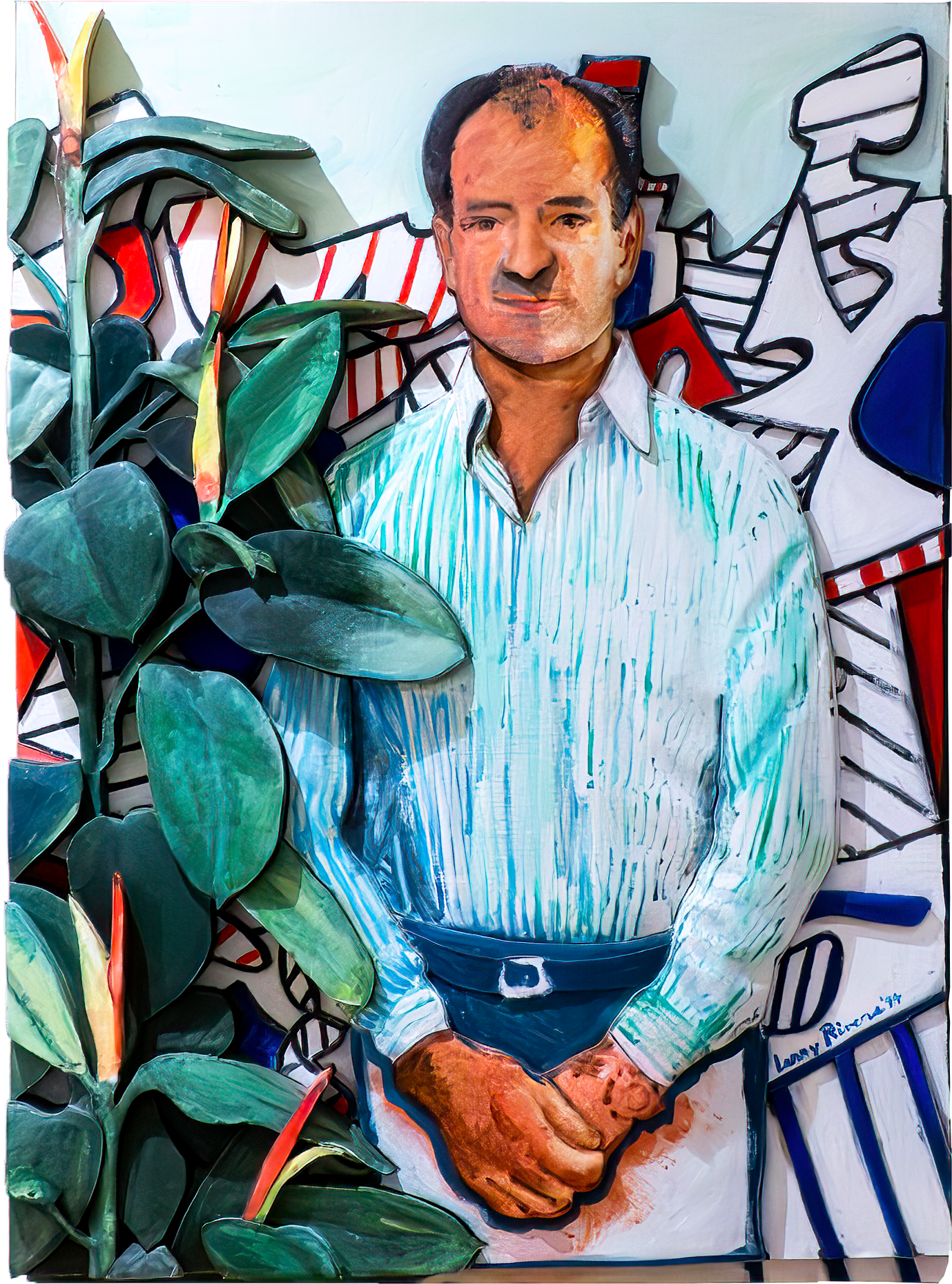
Carlo Bilotti con Dubuffet sullo sfondo - Larry Rivers

- Carlo Bilotti con Dubuffet sullo sfondo - Larry RiversLarry Rivers, Carlo con Dubuffet sullo sfondo, 1994.

Ancora all'esterno si trova la scultura in bronzo Grande cardinale, di Giacomo Manzù (tiratura di otto esemplari del 2004 da un calco originale del 1965)